# Lola Rodríguez de Tió
Lola Rodríguez de Tió, född 1843, död 1924, var en puertoricansk författare (diktare), feminist och aktiv inom självständighetsrörelsen mot Spanien. 
Hon var den första kvinnliga diktare på ön som blev internationellt känd. Hon engagerade sig i både kvinnorörelsen, självständigheten från Spanien och avskaffandet av slaveriet. 